# Гастерантус
Гастерантус (лат. Gasteranthus) — род цветковых растений семейства Геснериевые (лат. Gesneriaceae), включающий в себя около 35 видов многолетних наземных трав и полукустарников. Некоторые виды выращивают как декоративные растения.

## Этимология названия
Название рода происходит от греческих слов греч. γαστηρ «gaster» — желудок, мешок, и греч. άνθος «антос» — цветок, и указывает на вздутую, с узким зевом, форму цветка.

## Ботаническое описание
Рослые кустарники, полукустарники, лианы и низкорослые травянистые растения. Стебли сочные или одревесневающие, цилиндрические. Листья супротивные, плёнчатые или кожистые, устьица в группах. Соцветия пазушные, эбрактеозные (без прицветников), на длинных цветоносах, одно- или многоцветковые, завиток. Венчик разнообразных форм: широкой воронковидной с отгибом; широкотрубчатой формы; выраженно кувшинчатой, с возвышающимся раздутым брюшком и узким зевом, т. н. гипоциртоидной формы. Венчик окрашен в белый, бледно- или ярко-жёлтый, оранжевый, красный цвет, часто с точечным рисунком. Тычинок 4, обычно равные по длине венчику, нити приросшие к основанию трубки венчика. Нектарник кольцевой, полукольцевой или в виде желёзок на дорсальной стороне венчика. Завязь верхняя. Плод — 2- или 4-створчатая мясистая коробочка, с боков и верхушки сплющена.

## Ареал и климатические условия
От Гватемалы, Мексики, Коста-Рики и Панамы через западные области Южной Америки на юг до Боливии. Наибольшее разнообразие видов — на родине, в западном Эквадоре. Обитает в горных лесах, на высоте до 1800 м над уровнем моря.

## Хозяйственное значение и применение
Редко встречающееся в культуре растение. В культуре часто выращивают виды Gasteranthus atratus, Gasteranthus quitensis, Gasteranthus acropodus.

## Агротехника встречающихся в культуре видов
Уход. Для посадки используют рыхлый, лёгкий, питательный субстрат, который всегда надо поддерживать во влажном состоянии; для растения выбирают тенистое или полутенистое место; необходима высокая влажность воздуха — лучше всего чувствует себя в теплице.

## Виды
По информации базы данных The Plant List, род включает 38 видов:
- Gasteranthus acropodus (Donn.Sm.) Wiehler
- Gasteranthus acuticarinatus M.Freiberg
- Gasteranthus adenocalyx L.E.Skog & L.P.Kvist
- Gasteranthus anomalus (C.V.Morton) Wiehler
- Gasteranthus atratus Wiehler
- Gasteranthus atrolimbus M.Freiberg
- Gasteranthus aurantiacus M.Freiberg
- Gasteranthus bilsaensis L.E.Skog & L.P.Kvist
- Gasteranthus calcaratus (Kunth) Wiehler
- Gasteranthus carinatus Wiehler
- Gasteranthus colombianus (C.V.Morton) Wiehler
- Gasteranthus corallinus (Fritsch) Wiehler
- Gasteranthus crispus (Mansf.) Wiehler
- Gasteranthus delphinioides (Seem.) Wiehler
- Gasteranthus dressleri Wiehler
- Gasteranthus epedunculatus L.E.Skog & L.P.Kvist
- Gasteranthus extinctus L.E.Skog & L.P.Kvist
- Gasteranthus glaber L.E.Skog & L.P.Kvist
- Gasteranthus herbaceus (C.V.Morton) Wiehler
- Gasteranthus imbaburensis M.Freiberg
- Gasteranthus imbricans (Donn.Sm.) Wiehler
- Gasteranthus lateralis (C.V.Morton) Wiehler
- Gasteranthus leopardus M.Freiberg
- Gasteranthus macrocalyx Wiehler
- Gasteranthus mutabilis L.E.Skog & L.P.Kvist
- Gasteranthus orientandinus L.E.Skog & L.P.Kvist
- Gasteranthus osaensis L.E.Skog & L.P.Kvist
- Gasteranthus otongensis M.Freiberg
- Gasteranthus pansamalanus (Donn.Sm.) Wiehler
- Gasteranthus perennis (C.V.Morton) Wiehler
- Gasteranthus quitensis Benth.
- Gasteranthus recurvatus L.E.Skog & L.P.Kvist
- Gasteranthus tenellus L.E.Skog & L.P.Kvist
- Gasteranthus ternatus L.E.Skog & L.P.Kvist
- Gasteranthus timidus (C.V.Morton) Wiehler
- Gasteranthus trifoliatus M.Freiberg
- Gasteranthus villosus L.E.Skog & L.P.Kvist
- Gasteranthus wendlandianus (Hanst.) Wiehler